# Bałałajki
Bałałajki – akademicki zespół wykonujący muzykę narodów słowiańskich. Założony w 1969 roku przez Andrzeja de Lazariego. Obecnie działa przy Uniwersytecie Łódzkim, gdzie prowadzony jest przez Barbarę Sobolczyk.

## Historia zespołu
W 1969 roku w kuchni jednego z akademików poznali się dwaj studenci, Andrzej de Lazari i Bibs Ekkel. Ekkel, obecnie jeden ze światowej sławy solistów-bałałajkarzy, ma polsko-angielskie korzenie.
W 1971 roku Bałałajki, wciąż działając przy IV LO, związały się z harcerstwem przyjmując nazwę Harcerski Zespół Artystyczny „Bałałajki”. Zespół był przez pewien czas sponsorowany przez Dom Kultury Robotniczej Spółdzielni Mieszkaniowej „Lokator”, aż w 1980 r. zespół wspólnie objęły patronatem Instytut Filologii Rosyjskiej UŁ oraz Dzielnicowy Dom Kultury Łódź-Śródmieście. Andrzej de Lazari początkowo był dyrygentem „Bałałajek” a także muzykiem, kiedy jednak zespół osiągnął wyższy poziom artystyczny, zatrudniono profesjonalnego dyrygenta.
W 1973 roku podjęto próbę stworzenia zespołu tanecznego, do którego należały zuchy. Dopiero jednak wiosną 1977 roku, po nawiązaniu współpracy z RSM „Lokator” i działającym w niej zespołem tanecznym, powstała „Bałałajkowa” grupa taneczna. Latem tego samego roku otrzymała ona przydomek „Tańcuchy”. Przetrwała ona siedem lat. W roku 1985 „Bałałajki” utworzyły w pełni własną grupę taneczną przy pomocy jednej z wychowanek, Małgorzaty Turały.
Przez 50 lat istnienia zespołu przewinęły się przez niego setki osób, którzy nie zawsze pozostali związani z muzyką; wśród byłych członków „Bałałajek” są obecni dyrektorzy, lekarze czy prawnicy. Kierownikiem artystycznym zespołu jest profesor Akademii Muzycznej w Łodzi, Barbara Sobolczyk, która prowadzi „Bałałajki” od 30 lat. Dzięki niej zespół trwa do dziś i odnosi sukcesy w Polsce i za granicą.

## Opis zespołu
„Bałałajki” prezentują bogaty repertuar wykonywany na oryginalnych instrumentach: domrach, bałałajkach, gitarach, harfie, akordeonach, fletach, oboju, perkusji, oraz skrzypcach. Zespół wykonuje aranżacje utworów ludowych różnych narodów, a także w muzykę filmową.

## Nagrody i osiągnięcia
- Brązowa Jodła na Harcerskim Festiwalu Kultury Młodzieży Szkolnej w Kielcach (1975)
- Złota i Srebrna Jodła w Kielcach oraz Nagroda Wojewody Kieleckiego (1978)
- Reprezentowanie Polski na Międzynarodowym Festiwalu Młodzieży w Baku (1983)
- I miejsce w I Interdyscyplinarnym Przeglądzie Szkolnych Zespołów Artystycznych w Łodzi (1986)
- Wyróżnienie na XXVI Festiwalu Piosenki Radzieckiej w Zielonej Górze (1989)
- Otrzymanie Honorowej Odznaki za zasługi dla rozwoju województwa łódzkiego oraz Dyplomu Honorowego za osiągnięcia w upowszechnianiu kultury Ministerstwa Kultury i Sztuki (1989)
- Udział w I Międzynarodowym Festiwalu Orkiestr i Zespołów Rosyjskich Instrumentów Ludowych „Struny Rosji” Moskwa-Jarosław ’91
- Główna Nagroda na III Festiwalu Muzyki Inspirowanej Folklorem Radom Folk ’96
- Reprezentowanie Polski na IV Międzynarodowym Festiwalu Młodzieżowej Twórczości Ludowej w Sewastopolu na Krymie (1996).
- Wyróżnienie na IX Festiwalu Muzyki Inspirowanej Folklorem Radom Folk 2000
- Wyróżnienie na Międzynarodowym Festiwalu Gwiazdozbiór Mistrzów w Moskwie (Akademia Muzyczna im. Gnesiny 2012)
- I miejsce i Nagroda Dyrektora Filharmonii Narodowej Ukrainy na III Międzynarodowym Festiwalu Muzyki Narodów w Kijowie (2019)
- I miejsce na Międzynarodowym Festiwalu Twórczości Młodych „Folkowe inspiracje” w Łodzi (2019)

## Obecny skład zespołu
Kierownik artystyczny
- Barbara Sobolczyk

Domra prima
- Barbara Sobolczyk
- Wojciech Musiak

Domra alt
- Emilia Białas
- Kajetan Traciński
- David Volk

Domra bas
- Robert Borowski

Domra Kontrabas
- Izabela Marczak

Bałałajka
- Anna Klimanek
- Kamila Kochanowska
- Anna Romanowska

Bałałajka bas
- Maria Bińkowska

Gitara
- Natalia Woźniak
- David Volk
- Hanna Harustovich
- Kajetan Traciński

Harfa
- Oliwia Patora

Akordeon
- Wiktor Kruk

Perkusja
- Miłosz Szymański

Flet
- Anna Klimanek
- Robert Borowski

Obój
- Kajetan Traciński

Skrzypce
- Jagoda Maziarska
- Boris Goworko-Krasovskij